# ديسابلا
ديسابلا تجمع سكاني تقع إدارياً ضمن مقاطعة بوت (كاليفورنيا) في الولايات المتحدة.

## المناخ
يظهر الجدول التالي التغييرات المناخية على مدار السنة لديسابلا:
| البيانات المناخية لـديسابلا       | البيانات المناخية لـديسابلا | البيانات المناخية لـديسابلا | البيانات المناخية لـديسابلا | البيانات المناخية لـديسابلا | البيانات المناخية لـديسابلا | البيانات المناخية لـديسابلا | البيانات المناخية لـديسابلا | البيانات المناخية لـديسابلا | البيانات المناخية لـديسابلا | البيانات المناخية لـديسابلا | البيانات المناخية لـديسابلا | البيانات المناخية لـديسابلا | البيانات المناخية لـديسابلا |
| الشهر                             | يناير                       | فبراير                      | مارس                        | أبريل                       | مايو                        | يونيو                       | يوليو                       | أغسطس                       | سبتمبر                      | أكتوبر                      | نوفمبر                      | ديسمبر                      | المعدل السنوي               |
| --------------------------------- | --------------------------- | --------------------------- | --------------------------- | --------------------------- | --------------------------- | --------------------------- | --------------------------- | --------------------------- | --------------------------- | --------------------------- | --------------------------- | --------------------------- | --------------------------- |
| الدرجة القصوى °ف (°م)             | 82 (28)                     | 82 (28)                     | 87 (31)                     | 94 (34)                     | 97 (36)                     | 108 (42)                    | 109 (43)                    | 112 (44)                    | 106 (41)                    | 102 (39)                    | 90 (32)                     | 86 (30)                     | 112 (44)                    |
| متوسط درجة الحرارة الكبرى °ف (°م) | 51.3 (10.7)                 | 54.2 (12.3)                 | 58.5 (14.7)                 | 64.9 (18.3)                 | 73 (23)                     | 81.8 (27.7)                 | 90.1 (32.3)                 | 89.2 (31.8)                 | 83.2 (28.4)                 | 72.4 (22.4)                 | 59.1 (15.1)                 | 51.7 (10.9)                 | 69.1 (20.6)                 |
| متوسط درجة الحرارة الصغرى °ف (°م) | 31.8 (−0.1)                 | 33.1 (0.6)                  | 34.9 (1.6)                  | 38.5 (3.6)                  | 44.1 (6.7)                  | 50.2 (10.1)                 | 55.2 (12.9)                 | 53.9 (12.2)                 | 49.8 (9.9)                  | 43.6 (6.4)                  | 36.5 (2.5)                  | 32.3 (0.2)                  | 42 (6)                      |
| أدنى درجة حرارة °ف (°م)           | −2 (−19)                    | 11 (−12)                    | 14 (−10)                    | 16 (−9)                     | 21 (−6)                     | 31 (−1)                     | 39 (4)                      | 28 (−2)                     | 30 (−1)                     | 19 (−7)                     | 15 (−9)                     | 5 (−15)                     | −2 (−19)                    |
| الهطول إنش (مم)                   | 12.06 (306)                 | 11.16 (283)                 | 8.8 (220)                   | 4.75 (121)                  | 2.54 (65)                   | 0.98 (25)                   | 0.07 (1.8)                  | 0.16 (4.1)                  | 0.91 (23)                   | 3.49 (89)                   | 7.55 (192)                  | 11.6 (290)                  | 64.07 (1٬627)               |
| متوسط تساقط الثلوج إنش (سم)       | 11 (28)                     | 4.9 (12)                    | 6.7 (17)                    | 1.3 (3.3)                   | 0 (0)                       | 0 (0)                       | 0 (0)                       | 0 (0)                       | 0 (0)                       | 0 (0)                       | 1.1 (2.8)                   | 4.4 (11)                    | 29.4 (75)                   |
| متوسط أيام هطول الأمطار           | 12                          | 12                          | 11                          | 8                           | 6                           | 3                           | 0                           | 1                           | 2                           | 5                           | 9                           | 11                          | 80                          |
| المصدر: WRCC                      |                             |                             |                             |                             |                             |                             |                             |                             |                             |                             |                             |                             |                             |